# Saison 2013-2014 de l'Associação Académica de Coimbra
 (mars 2014).
 (mars 2014).
- Si vous ne connaissez pas le sujet, laissez ce bandeau (vous pouvez alors contacter les auteurs).
- Si vous supprimez le contenu mis en cause (vous pouvez préalablement contacter les auteurs),

argumentez précisément cette suppression dans la page de discussion
(un manque de référence n'est pas un argument ; une recherche réelle de référence doit avoir été effectuée, être formellement documentée).
Maillots
Dernière mise à jour : 3 juin 2014.
Chronologie
Saison précédente Saison suivante
La saison 2013-2014 de l’Académica de Coimbra est la soixantième et unième des étudiants en championnat du Portugal de I Division. Depuis 12 saisons consécutives l'Académica évolue dans l'élite portugaise évitant régulièrement la relégation. Son meilleur classement est une place de 7e en 2009.
José Simões est à nouveau le président du club, pour la 8e saison.
L'équipe est entrainée par Sérgio Conceição qui est arrivé en avril 2013, à cinq journées du terme de la saison précédente. Il se retrouve à la tête d'une équipe fortement remaniée à la suite de nombreux départs. C'est par exemple le cas du plus jeune capitaine de l'histoire du club, Flávio Ferreira, parti jouer en Espagne. L'espoir guinéen Salim Cissé est, quant à lui, transféré au Sporting Clube de Portugal. L'objectif de la Briosa est le maintien.
Le statut juridique du club est modifié par l'assemblée générale du 25 mai 2013, il prend donc la forme d'une "SDUQ" (par 583 voix pour contre 481 en faveur de la "SAD").

## Avant-saison

### Transfert

#### Mercato estival 2013/2014
L’Académica de Coimbra a beaucoup recruté à la suite des différents départs notamment de joueurs en fin de contrat. Comme à son habitude l'Associação Académica de Coimbra de Sérgio Conceição part en stage de pré-saison sur la côte portugaise à Quiaios au Centro de Estágio Rosa Náutica, où se dérouleront trois matchs amicaux.
Cette saison démarre également avec les départs des stars Edinho et Wilson Eduardo, qui avaient été prêtés, et qui retournent dans leur club d'origine respectif.
| Mercato d’été      |                   |                            |                             |                         |                              |
| Nom                | Nationalité       | Transfert                  | Montant                     | Provenance/Destination  | Division                     |
| Arrivées           |                   |                            |                             |                         |                              |
| Magique            | Côte d'Ivoire     | Retour Prêt                | -                           | SC Covilhã              | Liga Orangina                |
| Grilo              | Portugal          | Retour Prêt                | -                           | CD Trofense             | Liga Orangina                |
| Marcelo Goiano     | Brésil            | Prêté (1 an)               | -                           | Grêmio Anápolis         | Campeonato Goiano 2ª Divisão |
| Bédi Buval         | France            | Transfert                  | Libre                       | Vejle BK                | D.II                         |
| Manoel             | Brésil            | Prêté (1 an)               | -                           | Grêmio Anápolis         | Campeonato Goiano 2ª Divisão |
| Ivanildo           | Guinée-Bissau     | Transfert                  | Libre                       | SC Olhanense            | Liga Zon Sagres              |
| Fernando Alexandre | Portugal          | Transfert                  | inconnu                     | SC Olhanense            | Liga Zon Sagres              |
| Djavan             | Brésil            | Prêté (1 an)               | -                           | Corinthians Alagoano    | Campeonato Alagoano          |
| Aníbal Capela      | Portugal          | Prêté (1 an)               | -                           | Moreirense FC           | Liga Zon Sagres              |
| Rafael Oliveira    | Brésil            | Transfert                  | 35 000 €                    | Paysandu SC             | Campeonato Paraense          |
| Diogo Valente      | Portugal          | Prêté (1 an)               | -                           | CFR Cluj                | Liga I Gamebookers.com       |
| Abdi               | Somalie           | Transfert                  | inconnu                     | SC Olhanense            | Liga Zon Sagres              |
| Richard Ofori      | Ghana             | Transfert                  | Libre                       | Lierse SK               | Liga Zon Sagres              |
| Nuno Piloto        | Portugal          | Transfert                  | Libre                       | SC Olhanense            | Liga Zon Sagres              |
| Issouf             | Côte d'Ivoire     | Retour Prêt                | -                           | Académico de Viseu FC   | Liga2 Cabovisão              |
| Départs            |                   |                            |                             |                         |                              |
| Fábio Luís         | Brésil            | Transfert                  | Libre                       | São Carlos FC           | Campeonato Paulista          |
| Edinho             | Portugal          | Retour Prêt puis transfert | -                           | Málaga CF/SC Braga      | Liga Zon Sagres              |
| Wilson Eduardo     | Portugal          | Retour Prêt                | -                           | Sporting CP             | Liga Zon Sagres              |
| Rodrigo Galo       | Brésil            | Retour Prêt puis transfert | -                           | SC Braga/Panetolikós FC | Superleague Elláda           |
| Flávio Ferreira    | Portugal          | Transfert                  | 500 000 €                   | Málaga CF               | Liga BBVA                    |
| Jimmy              | Cap-Vert          | Prêté (1 an)               | -                           | União da Madeira        | Liga2 Cabovisão              |
| Afonso             | Brésil            | Retour Prêt puis transfert | -                           | CRB                     | Campeonato Alagoano          |
| Issouf             | Côte d'Ivoire     | Prêté (1 an)               | -                           | Académico de Viseu FC   | Liga2 Cabovisão              |
| Ouattara           | Côte d'Ivoire     | Prêté (1 an)               | -                           | Académico de Viseu FC   | Liga2 Cabovisão              |
| Nivaldo            | Cap-Vert          | Transfert                  | Libre                       | FK Teplice              | Gambrinus Liga               |
| Salim Cissé        | Guinée            | Transfert                  | 750 000 €                   | Sporting CP             | Liga Zon Sagres              |
| Amessan            | Côte d'Ivoire     | Transfert                  | inconnu                     | AEL Limassol            | Marfin Laiki League          |
| André Jorge        | Portugal          | Transfert                  | Libre, premier contrat pro. | Naval 1º de Maio        | Campeonato Nacional Seniores |
| Alphousseyni Keita | Mali              | Transfert                  | Libre                       | Gil Vicente FC          | Liga Zon Sagres              |
| Miguel Rodrigues   | Portugal          | Transfert                  | Libre, premier contrat pro. | Naval 1º de Maio        | Campeonato Nacional Seniores |
| Koné               | Côte d'Ivoire     | Transfert                  | inconnu                     | AD Nogueirense          | Campeonato Nacional Seniores |
| Patrick            | Portugal          | Transfert                  | Libre, premier contrat pro. | CD Carapinheirense      | Campeonato Nacional Seniores |
| Luís Pedro         | Portugal          | Transfert                  | Libre, premier contrat pro. | CD Carapinheirense      | Campeonato Nacional Seniores |
| Hélder Cabral      | Portugal          | Transfert                  | Libre                       | APOEL Nicosie           | Marfin Laiki League          |
| Pedro Duarte       | Portugal          | Transfert                  | Libre, premier contrat pro. | Naval 1º de Maio        | Campeonato Nacional Seniores |
| Raphael Almeida    | Portugal / France | Transfert                  | Libre                       | SC Penalva do Castelo   | DH AF Viseu                  |
| Lionel             | Portugal / France | Transfert                  | Libre                       | UC Eirense              | DH AF Coimbra                |
| Will               | Angola            | Transfert                  | Libre, premier contrat pro. | AD Nogueirense          | Campeonato Nacional Seniores |
| Dabo               | Côte d'Ivoire     | Transfert                  | Libre, premier contrat pro. | V. Guimarães 2          | Campeonato Nacional Seniores |
| Richard Ofori      | Ghana             | Prêté (1 an)               | -                           | SC Beira-Mar            | Liga2 Cabovisão              |
| Issouf             | Côte d'Ivoire     | Prêté (1 an)               | -                           | Naval 1º de Maio        | Campeonato Nacional Seniores |
| Fábio Santos       | Portugal          | Prêté (1 an)               | -                           | CD Carapinheirense      | Campeonato Nacional Seniores |
| Costinha           | Portugal          | Transfert                  | Libre, premier contrat pro. | Naval 1º de Maio        | Campeonato Nacional Seniores |

#### Mercato hivernal 2013/2014
Le mercato hivernal commence le 17 décembre par la résiliation bilatérale du contrat liant le français Bédi Buval à l'Académica.
| Mercato d’hiver |                 |                        |           |                         |                     |
| Nom             | Nationalité     | Transfert              | Montant   | Provenance/Destination  | Division            |
| Arrivées        |                 |                        |           |                         |                     |
| Salvador Agra   | Portugal        | Prêt                   | -         | SC Braga                | Liga Zon Sagres     |
| Moussa Gueye    | Sénégal         | Prêt                   | -         | FC Metz                 | Ligue 2             |
| Rafael Lopes    | Portugal        | Transfert              | -         | FC Penafiel             | Liga2 Cabovisão     |
| Elton Monteiro  | Portugal Suisse | Prêt                   | -         | Club Bruges KV          | Jupiler Pro League  |
| Départs         |                 |                        |           |                         |                     |
| Bédi Buval      | France          | Résiliation de contrat | Libre     | FC Paços de Ferreira    | Liga Zon Sagres     |
| Liban Abdi      | Norvège Somalie | Transfert              | 500 000 € | Çaykur Rizespor         | Spor Toto Süper Lig |
| Reiner          | Brésil          | -                      | -         | Samsung Bluewings       | K League Classic    |
| Rafael Oliveira | Brésil          | Résiliation de contrat | Libre     | SC Corinthians Alagoano | Campeonato Alagoano |
| Bruno China     | Portugal        | Résiliation de contrat | Libre     | Os Belenenses           | Liga Zon Sagres     |

### Matchs de pré-saison
Avant de partir en stage à Quiaios, du 18 au 26 juillet, les "étudiants" réalisent un match amical à Coimbra, face à une équipe de troisième division, le FC Pampilhosa, club avec qui l'Académica entretient de bons rapports notamment avec le prêts de certains joueurs par le passé. Sérgio Conceição n'ayant pas son effectif au complet aligne pour ce premier match une équipe avec plus de 50 % de nouveaux joueurs. La victoire se dessine essentiellement en seconde période. Tout au long de la partie Sérgio Conceição, n'hésite pas à faire dix changements. Son premier onze se composant ainsi :
- gardien; Ricardo, défenseurs; Marcelo Goiano, João Real, Aníbal Capela, Djavan, milieux;  Fernando Alexandre, Makelele, Cleyton, et les attaquants ;  Manoel, Márinho et Ivanildo.

En stage trois matches amicaux sont prévus tous les trois jours, le premier d'entre eux est contre le Beira-Mar, relégué lors du dernier championnat de première division. Sérgio Conceição, innove avec un nouveau onze initial, grâce au retour de joueurs tels que John Ogu et Reiner Ferreira. La victoire vient d'André Sousa, qui à la 80e minutes trompe son propre gardien. Sérgio Conceição, fait onze substitutions durant le match dont deux juniors (Sérgio Alves et Pedro Nuno) : 
- gardien ; Romuald Peiser, défenseurs ; Marcelo Goiano, João Real, Djavan, milieux ;  Fernando Alexandre, Bruno China, Makelele, Magique, John Ogu, et les attaquants ;  Márinho Bédi Buval.

Pour son troisième match « A Negra », rencontre le club de la ville voisine de Figueira da Foz qui évolue cette saison en troisième division à la suite d'une relégation financière. À la suite de l'arrivée de Diogo Valente du CFR Cluj. Pour son arrivée Diogo Valente, marque le premier but en fin de première mi-temps puis lors de la seconde les "étudiants", accentuent leur avance dans le dernier quart d'heure. Sérgio Conceição, fait à nouveau onze changements durant cette partie à noter que l'international algérien Rafik Halliche, participe à son premier match de rentrée. L'entraîneur des « étudiants » présente un nouveau onze de départ :
- gardien ; Ricardo, défenseurs; João Dias, João Real, Reiner Ferreira, Djavan, milieux ; Fernando Alexandre, Cleyton, Marcos Paulo, Diogo Valente, et les attaquants;  Márinho, Rafael Oliveira.

Pour le second match de la « Briosa », face à un adversaire de première division portugaise, elle rencontre le Vitória Setúbal sur terrain neutre. Mené dans le jeu et au score au terme de la première mi-temps les joueurs de Sérgio Conceição, reprennent la main sur le jeu mais ne réussissent à réduire l'écart qu'à la 88e minute. Sérgio Conceição, et son homologue du Vitória, ont eu quelques mots durant une bonne partie de la rencontre, rancœurs subsistant du match de championnat de la saison passée. Première défaite pour ce cinquième match de pré-saison. L'équipe de départ était :
- gardien ; Ricardo, défenseurs; João Real, Reiner Ferreira, Djavan et Marcelo Goiano, milieux ; Cleyton, Diogo Valente, Bruno China, Makelele, et les attaquants ; Márinho, Rafael Oliveira[2].

Pour son cinquième match amical, l'Académica reçoit à domicile le huitième de la saison passée de la Liga espagnol, le Rayo Vallecano. Ce match est aussi le match de présentation des joueurs aux "socios" et supporters. Les débuts sont difficiles les "estudantes" sont dominés dans toutes les phases de jeux et encaissent un but sur pénalty à la 24e minute. Dès lors les joueurs de Sérgio Conceição, prennent à leur compte le jeu, égalisent et prennent l'avantage en moins de dix minutes. La deuxième voit un match plus équilibré, mais les "estudantes" se montrent bien plus dangereux que les espagnols. L'entraîneur local réalise pas moins de neuf changements, les seuls joueurs ayant joué tout le match sont Reiner Ferreira, et Makelele. Le onze de départ était (celui laisse présager auprès des observateurs que cela sera le onze titulaire):
- gardien ; Ricardo, défenseurs ; Aníbal Capela, João Real, Reiner Ferreira, et Marcelo Goiano, milieux ; Bruno China, Makelele, John Ogu, et les attaquants ; Márinho, Manoel, Bédi Buval.

Par la suite les étudiants réalisent deux matches à huis clos, le 7 août. Le premier sur leur terrain d'entraînement de l'Academia Dolce Vita, et le second au Estádio EFAPEL-Cidade de Coimbra. Ces deux matches sont contres deux équipes de troisième division portugaise, il ne ressort pas grand chose de ces rencontres. Il est supposé que Sérgio Conceição, a profité de ce que ces dernières étaient sous huis clos pour mettre en place des stratégies de jeu. À l'issue les étudiants remportent leurs deux matchs.
Trois jours plus tard l'équipe se déplace à Luso, lieu de stage du Rio Ave FC qui la saison passée a terminé à la sixième place soit à une marche de la Ligue Europa. Ce match est considéré comme un véritable test une semaine avant le début du championnat. À la mi-temps, les deux équipes se séparent sur un résultat nul, l'Académica bénéficie d'un but contre son camp et les joueurs de Nuno Espírito Santo, entraîneur du Rio Ave réduisent l'écart sur un penalty. Une première mi-temps intense mais avec peu d'occasions pour les deux parties. La seconde période voit comme à son habitude, de nombreux changements de la part de Sérgio Conceição, mais aussi de la part de l'adversaire, ce qui donne aux joueurs un peu d'espace, ce qui donne lieu à un match plus délié. Sur le terme les "estudantes" bénéficient à leur tour d'un penalty converti par Cleyton. L'équipe de départ étant :
- gardien ; Ricardo, défenseurs ; Marcelo Goiano, Rafik Halliche, Aníbal Capela, et Reiner Ferreira, milieux; Bruno China, John Ogu, et Makelele, les attaquants ; Márinho, Manoel, Ivanildo.

| Date     | Lieu                                       | Rencontre                                                       | Score | Buteur(s) AAC                                              |
| -------- | ------------------------------------------ | --------------------------------------------------------------- | ----- | ---------------------------------------------------------- |
| 17/07/13 | Coimbra - Estádio EFAPEL-Cidade de Coimbra | Académica (Liga ZON Sagres) - FC Pampilhosa (CNS)               | 4 - 0 | Djavan 48e, Marinho 50e, Marcos Paulo 54e, Bédi Buval 87e. |
| 20/07/13 | Quiaios - Centro de Estágio Rosa Náutica   | Académica (Liga ZON Sagres) - SC Beira-Mar (Segunda Liga)       | 1 - 0 | CsC 80e.                                                   |
| 23/07/13 | Quiaios - Centro de Estágio Rosa Náutica   | Académica (Liga ZON Sagres) - Naval 1º de Maio (CNS)            | 3 - 0 | Diogo Valente 43e, Aníbal Capela 75e, Magique 88e.         |
| 26/07/13 | Quiaios - Centro de Estágio Rosa Náutica   | Académica (Liga ZON Sagres) - CS Marítimo (Liga ZON Sagres)     | 1 - 0 | Cleyton 68e.                                               |
| 31/07/13 | Nazaré - Estádio Municipal                 | Académica (Liga ZON Sagres) - Vitória Setúbal (Liga ZON Sagres) | 1 - 2 | Aníbal Capela 88e                                          |
| 04/08/13 | Coimbra - Estádio EFAPEL-Cidade de Coimbra | Académica (Liga ZON Sagres) - Rayo Vallecano (Liga BBVA)        | 2 - 1 | Marinho 28e, Bédi Buval 33e.                               |
| 07/08/13 | Coimbra - Academia Dolce Vita              | Académica (Liga ZON Sagres) - AD Nogueirense (CNS)              | 2 - 0 | Marcos Paulo, Manoel.                                      |
| 07/08/13 | Coimbra - Estádio EFAPEL-Cidade de Coimbra | Académica (Liga ZON Sagres) - CD Fátima (CNS)                   | 2 - 1 | Cleyton, Rafik Halliche.                                   |
| 10/08/13 | Luso - Centro de Estágio                   | Académica (Liga ZON Sagres) - Rio Ave FC (Liga ZON Sagres)      | 2 - 1 | CsC 29e, Cleyton 88e.                                      |

| Score : - = Match gagné - = Match nul - = Match perdu |

## Championnat

### Des débuts plus que difficiles: Journées 1 à 5
Le premier match de la saison 2013-2014 de l'Académica démarre le 18 août 2013 à Barcelos contre le club local de Gil Vicente. L'objectif clairement affiché par la direction et le staff technique étant le maintien, tous attendent un premier match non pas facile, mais surtout un match annonciateur d'un maintien plus facile que les dernières saisons. Fort de leurs matches amicaux de pré-saison (8 victoires en 9 matches), et aussi que cela fait trois saisons que les "étudiants" ne perdent pas leur premier match de championnat. Les joueurs Sergio Conceição sont plutôt confiants avant d'aborder la rencontre. Le début de saison de l'Académica commence mal pourtant. À la quatrième minute l'international algérien Rafik Halliche, bloque de façon irrégulière l'attaquant brésilien des Galos, Bruno Moraes, dans la surface de réparation, l'arbitre, Pedro Proença, désigne le point de pénalty et au passage donne un carton jaune au défenseur de la Briosa. C'est Bruno Moraes lui-même qui ouvre le score. À partir de ce moment l'Académica prend le jeu à son compte et fait l'assaut des cages du Gil Vicente, mais le score ne bouge pas jusqu'à la mi-temps. Deux minutes après la reprise les "étudiants" se retrouvent en supériorité numérique à la suite de l'expulsion de Haminu Draman, malgré cela, plus les changements de Sergio Conceição, qui remplace des joueurs défensifs par des joueurs offensifs l'Académica ne trouve pas l'ouverture afin d'égaliser, cela est due non seulement au manque de réussite des « noirs », mais aussi à l'excellence du gardien Adriano Facchini. Totalement lancé vers l'avant les joueurs de Sergio Conceição, laissent des espaces qui à la 94e minute, profitent aux joueurs João de Deus, et aggravent ainsi le score. C'est donc une défaite difficile à digérer, car c'est l'Académica qui a mené le jeu. Les statistiques parlant pour elle, 15 corners à 0, 16 tirs au but contre 4, et une possession de balle de 58 %. L'Académica commence mal le championnat et perd lors de la première journée depuis la saison 2010-2011,,.
Pour la seconde journée l'Académica est opposé au Sporting CP, leader de la Liga qui a infligé un cruel 5 à 1 au promu, le FC Arouca. La tache s'annonce difficile face aux "Lions", bien plus mordants que la saison passée, d'ailleurs le club de Coimbra n'a pas battu, à domicile, celui des verts et blancs de Lisbonne depuis le 8 mai 1977. Depuis cette date, sur 21 rencontres disputées l'Académica n'a pu que réaliser 8 nuls et aucune victoire. Avec un certain nombre de blessés et pas des moindre (Makelele, blessé lors du match contre Gil Vicente, ou encore Rafael Oliveira), Sergio Conceição se voit dans l'obligation d'innover dans sa composition d'équipe. Cette rencontre fait débat avant même le coup de sifflet de l'arbitre Artur Soares Dias. En effet, le match a failli ne pas se réaliser, puisque les dirigeants ont voulu interdire l'entrée de la publicité de la LPFP dans le stade. La Ligue Portugaise intervient, en demandant que les délégués se retirent. Cet ultimatum a fait faire marche arrière au président de l'Académica, José Eduardo Simoes, afin que la partie se dispute. Le début du match est équilibré, la Briosa est même la plus dangereuse par son attaquant français Bédi Buval. À la suite de la sortie de Rafik Halliche (blessé lors d'un contact avec son coéquipier Reiner Ferreira), la défense centrale est fragilisée et l'équipe de Leonardo Jardim ouvre le score par André Carrillo. Avant la pause, le Sporting aggrave la marque par Marcos Rojo, à la suite de ce but l'entraîneur de la Briosa, se rend directement dans les vestiaires sans attendre le coup de sifflet final. Dans la deuxième mi-temps le début est à nouveau équilibré. À la suite d'une action qui aboutit à l'expulsion de Marcelo Goiano et à un penalty, Adrien Silva fait le 3-0 pour les « Lions ». Réduits à dix les "étudiants" sont acculés dans leur 18 mètres et c'est dans ce rectangle que l'arbitre signale un nouveau penalty à la suite d'une main présumée volontaire de Manoel. Appelé à convertir, Fredy Montero, ne se fait pas prier et fait le 4-0. Par la suite bien que dominé les joueurs de Sergio Conceição, tiennent, se montrent dangereux jusqu'au coup de sifflet final,. L'international algérien, Rafik Halliche s'est fait opérer à l'issue du match (fracture de la pommette) ce qui l'écarte des terrains pour un minimum de 6 semaines. Deuxième journée, et autant de défaites sans avoir marqué un seul but, l'Académica se trouve à la dernière place, et doit se déplacer à Estoril pour la troisième journée.
Le match contre Estoril-Praia a lieu le lundi 2 septembre et est donc le dernier de la troisième journée. Ainsi chacun sait ce qu'il doit obtenir face à l'autre, l'Académica doit absolument gagner au minimum un point afin de quitter la dernière place, et Estoril quant à lui joue sa cinquième rencontres en dix jours, et doit gagner s'il désire être la seule équipe invaincue avec le FC Porto.
Sergio Conceição doit composer avec les blessés et les suspensions, il arrive avec une défense inédite (João Real et Aníbal Capela forment la défense centrale), compte tenu des absences de Rafik Halliche et Marcelo Goïano.
C'est donc dans la banlieue chic de Lisbonne, que se dispute la rencontre, la Briosa affichant une combativité ainsi qu'un esprit de sacrifice inhabituel, et bien regroupés dans les phases défensives, les joueurs de Coïmbra surent aussi apporter le surnombre nécessaire dans les phases offensives. Grâce à la conjonction de ces deux facteurs l'Académica se met à l'abri à l'issue du premier quart d'heure, grâce à Cleyton. Menés, les joueurs locaux courent après l'égalisation, mais butent face à une équipe très bien structurée et le gardien  Ricardo (50e match en Liga portugaise) qui gratifie les supporters académistes d'une excellente prestation. Au retour des vestiaires la pression du GD Estoril-Praia se fait plus pressante et ils finissent par égaliser à un quart d'heure de la fin du match. Les  « canaris » locaux sont dominateurs dans toutes les phases de jeux mais ce sont ceux de Sergio Conceição, qui, à part Manoel et Diogo Valente se montrent les plus dangereux. Le coup de sifflet final arrive et l'Académica gagne son premier point, qui lui permet de quitter la dernière place.
À la suite des différents feux qui ont ravagé le centre du Portugal, et ont causé le décès de six sapeurs pompier, la direction de l'Académica décide en leur mémoire que la totalité de la recette soit reversée aux différentes associations de la corporation. C'est avec cet esprit de solidarité et d'hommage que débute le match face aux Lisboètes du Belenenses. L'entraîneur des locaux innove en mettant en place pour le début du match, un 4-2-3-1, inédit pour la saison. Le brésilien Manoel, reste seul en pointe et c'est à son coreligionnaire Cleyton, que revient la charge de mener le jeu des « étudiants », Reiner Ferreira retrouve sa place au centre de la défense accompagné par Aníbal Capela. La partie ne débute pas de la meilleure façon pour les joueurs de Sergio Conceição, qui concèdent le premier but à la suite d'un penalty à la 40e minute (quatrième penalty subie par les "étudiants" cette saison). La Briosa domine en première mi-temps, mais n'arrive pas à marquer. Cependant, tout change en seconde période. Avec l'entrée de Marinho et de Rafael Oliveira offre des possibilités aux locaux, et c'est Bruno China qui ouvre le compteur pour l'Académica qui égalise et rétablit ainsi une certaine équité dans le jeu. Les lisboètes réduits à 10, c'est à la 71e minute que Marinho donne l'avantage et fait le 2-1. La Briosa gère afin de remporter les trois points. C'est la première victoire pour l'équipe locale et dédié aux pompiers portugais.
Pour la cinquième journée l'Académica s'est déplacé sur l'île de Madère, et au bout d'une demi-heure ils encaissent un but. Bien que ce soit les joueurs de Sérgio Conceição qui s’octroient les actions les plus dangereuses, ils n'arrivent pas à marquer le but égalisateur (l'arbitre du match annule un but à la suite d'un supposé hors jeu de Bédi Buval). Finalement nouvelle défaite pour les « étudiants ».

### Un léger mieux lors des journées 6 à 10
| J.                                                                             | Date       | Rencontre                | Rés.  | Buteur(s) AAC         | Place     |
| ------------------------------------------------------------------------------ | ---------- | ------------------------ | ----- | --------------------- | --------- |
| 6                                                                              | 28/09/2013 | Académica - FC Arouca    | 0 - 0 | -                     | 14e (-11) |
| 7                                                                              | 04/10/2013 | Académica - Rio Ave FC   | 0 - 1 | -                     | 15e (-14) |
| 8                                                                              | 25/10/2013 | SC Braga - Académica     | 0 - 1 | Fernando Alexandre 4e | 12e (-14) |
| 9                                                                              | 03/11/2013 | Académica - SL Benfica   | 0 - 3 | -                     | 14e (-14) |
| 10                                                                             | 25/11/2013 | SC Olhanense - Académica | 0 - 1 | Magique 17e           | 11e (-13) |
| Légende : J. = journée ; Rés. = résultat ; ( ) = écart en point sur le premier |            |                          |       |                       |           |

L'Académica égalise avec le FC Arouca lors de la sixième journée. La Briosa ne réussit pas à concrétiser sa domination en buts. Les "étudiants" se trouvent face à un adversaire qui joue afin de ne pas perdre entraîné par l'ancien entraîneur Pedro Emanuel. Les deux équipes arrivent au terme du match sur le score 0 à 0 (premier 0-0 depuis le début du championnat portugais).
Pour leur second match d'affilée à domicile, les « étudiants » ratent le coche face au Rio Ave FC dans un match qui a ouvert la septième journée de la Liga ZON Sagres. Les « Académistes » entrent d'un bon pied dans le match et se créent les meilleures occasions et arrivent à la mi-temps sur un score nul. La deuxième partie redémarre avec la même volonté des locaux d'ouvrir le score, mais le sort s'acharne, puis sur une action du club visiteur, c'est le défenseur central de la Briosa, Reiner Ferreira, qui marque dans ses propres filets. Restant dix minutes pour réagir, l'Académica ne réussit pas à égaliser. Le coup de sifflet final vient confronter les joueurs de Sergio Conceição au pire scénario pour Briosa : une défaite à domicile qui les fait plonger en avant dernière position au classement avec cinq points.
Le vendredi 25 octobre, les « étudiants » se rendent à Braga en match d'ouverture de la 8e journée. Dès le début les joueurs de Sérgio Conceição pressent haut et monopolisent le ballon, et à la 4e minute à la suite d'un corner côté gauche ouvrent le score. L'Académica contrôle le match et empêche le SC Braga d'égaliser. Avec un secteur défensif bien resserré et un Ricardo imbattable, la Briosa tient. Au fil des minutes les joueurs de Braga entrent dans une spirale nerveuse, l'Académica s'offre même le luxe de belles occasions de but. Le coup de sifflet final libère les joueurs de Coimbra qui s'offrent ainsi leur première victoire à l'extérieur et leur 500e victoire en championnat de première division portugaise. Les "étudiants" n'avaient pas gagné à Braga depuis le 19 février 1967 (3-1)
Après la belle performance réalisée à Braga, l'Académica rencontre les aigles de Benfica lors de la 9e journée, après un début équilibré, les hommes de Sérgio Conceição, cèdent sous les coups répétés des lisboètes, une première fois sur un coup franc de Cardozo, et un but contre son camp de Marcelo Goiano. La seconde mi-temps est terne et sans vie pendant laquelle aucune des deux équipes ne brille. Finalement, les rouges de la capitale gagnent 3 à 0.
En clôture de la 10e journée, c'est avec une équipe remaniée, et une volonté de démontrer leur capacité à jouer et gagner que l'Académica se rend dans l'Algarve afin d'y rencontrer le Sporting Clube Olhanense. Sergio Conceição, innove en titularisant le jeune espoir ivoirien, Magique, en pointe de l'attaque, mais c'est aussi le match du retour pour le brésilien Makelele au milieu de terrain et l’international algérien Rafik Halliche au sein de la défense de la Briosa. Dès le début, la Briosa se montre meilleure sur le terrain sur tous les points du jeu, et lors d'une action bien menée qu'Ivanildo, sert dans l'axe le jeune Magique, qui trompe le gardien adverse du bout du pieds, marquant ainsi son premier but après seulement 17 minutes jouées en première division portugaise. La maîtrise reste « académiste » malgré quelques tentatives avortées des locaux. 
Dans la seconde mi-temps, le gardien Ricardo, devient un simple spectateur tellement le jeu est à sens unique. Malgré cela, l'Académica démontre son inefficacité devant les buts adverses. Lors du temps additionnel, Ricardo, est sorti de sa torpeur à deux reprises évitant ainsi le but égalisateur. Lors du coup de sifflet final, les joueurs de l'Académica se congratulent, pour la bonne prestation réalisée, mais le constat reste que la Briosa a d'énormes problèmes pour « tuer » le match, elle reste la pire attaque du championnat portugais.

### À la recherche de la stabilité: Journées 11 à 15
Sérgio Conceição, renouvelle sa confiance au 11 de départ qui a gagné la semaine précédente. Et le début du match lui donne raison. Avec une Briosa sereine, sachant gérer le début de la rencontre, appliquant  les consignes à la lettre, mettant ainsi régulièrement le FC Porto en difficulté. Contre la logique convenue ce sont les joueurs de l'Académica qui ont la maîtrise du milieu de terrain. Après deux avertissements sérieux d'Abdi et de Marcelo, c'est Fernando Alexandre qui ouvre le score, à la suite d'un corner, peu avant la mi-temps. En seconde période, l’entraîneur des « noirs » de Coïmbra, fait descendre les lignes afin de préserver le score. Cela ne les empêche pas d'être proche du KO en contre, mais c'est surtout la rigueur, la cohésion, et la solidarité défensive qui annihile toute tentative des joueurs de Porto. Mais à la 85e l'arbitre du match désigne le point de penalty sur une soi-disant faute d'Anibal Capela, qui sur les ralentis diffusés et pour les commentateurs sportifs n'a pas lieu d'être.  Mais c'est sans compter sur Ricardo, qui est un habitué aux exploits dans ses cages. Il intercepte le tir de Danilo, et endosse le maillot de héros de la soirée. Grâce à cela l'Académica se dirige vers la victoire. 43 ans séparaient ce jour de la dernière victoire à domicile de l'Académica face à l'ogre Porto en championnat (15 novembre 1970, victoire 3 à 2), et le FC Porto, n'avait pas perdu un match en championnat depuis la saison 2011-2012, en match comptant pour la 17e journée, le 29 janvier 2012 (soit presque 2 ans) face au Gil Vicente Futebol Clube, perdu  3 à 1.
Revigoré par leur victoire sur le FC Porto, l'Académica clôt la 12e journée du championnat portugais face au Vitória Setúbal et tente ainsi d'obtenir sa 3e victoire d'affilée. Sérgio Conceição, doit faire face à l’absence de Makelele à nouveau blessé. Les "étudiants" dominent la première moitié de la première mi-temps, mais n'obtiennent pas l'ouverture du score. Malgré les tentatives répétées grâce à leur domination la Briosa fait espérer les nombreux supporters qui ont fait le déplacement. Mais dominer n'est pas gagner et ils vont faire les frais de cet adage. Dès le début de seconde période, les blessures simultanées de Fernando Alexandre et d'Ivanildo déstabilisent l'entre jeu et voit les sétubalenses prendre le dessus sur le jeu et marquent le but de la victoire à la 73e. Par cette défaite les joueurs de Coimbra, mettent fin à une belle remontée, et se rapprochent à nouveau de la zone des relégables.
4 jours après leur défaite l'Académica reçoit un concurrent direct en la présence du CS Marítimo, ces derniers sont la pire défense du championnat portugais, tandis que l'Académica est la pire attaque. Ce qui suppose un match neutre et assez équitable. Sérgio Conceição, ne fait pas de grands changements sur le onze de départ si ce n'est que le retour de Makelele. Comme à son habitude la Briosa est l’équipe qui presse le plus et s'offre de nombreuses occasions. Peu de temps avant le terme de la première mi-temps Ivanildo centre sur la tête du revenant Makelele, qui ouvre ainsi le score et marque son premier but cette saison. La seconde période revêt un nouveau visage, et ce sont les visiteurs qui mènent le jeu et sont dangereux à plusieurs reprises et finissent par égaliser sur là encore une tête de Derley. Le score en reste là malgré la possibilité de part et d'autre d’accroître le score.
Pour son dernier match de l'année 2013, l'Académica se déplace chez les nordistes du Vitória de Guimarães, qui lutte pour une place européenne. Sérgio Conceição, peut compter sur un effectif peu remanié, ce sont ses hommes qui entrent dans le match le plus rapidement, maîtrisant le jeu, s'imposant dans la moitié de terrain adverse et s'offrant quelques bonnes occasions. Malheureusement comme souvent cette saison ce sont les locaux qui ouvrent le score contre le cours du jeu. Puis suit l'expulsion sévère du défenseur algérien Rafik Halliche. Dès lors à 10 contre 11 la Briosa, prend l'eau dans tous les compartiments du jeu, malgré une excellente occasion de Fernando Alexandre. À la mi-temps le score reste dans l'ensemble sévère compte tenu du jeu démontré par les « noirs » de l'Académica.
En seconde période l'équipe dirigée par Rui Vitória, double le score, sur une action entachée par une faute non sifflée sur le jeune meneur de jeu, Cleyton, ce qui laisse aux joueurs de Guimarães, d'accéder plus facilement aux cages défendues par Ricardo, et qui a pour conséquence d'anéantir toute résistance de la part des joueurs de Sérgio Conceição, qui encaissent un troisième but. Les « étudiants » ne terminent pas l'année en beauté dans un match qui laissait entrevoir de belles capacités, mais qui a été marqué par de nombreuses fautes d'arbitrage.
L'équipe du FC Paços de Ferreira, avant dernière du championnat est reçue par l'Académica, pour le compte de la dernière journée des matchs aller, ayant une différence de six points la Briosa peut considérer que ce match est une formalité, mais le FC Paços de Ferreira, ne l'entend pas ainsi et veut le démontrer sur le terrain, surtout que l'Académica ne possède pas de bonnes statistiques à domicile (2 victoires depuis le début de la saison). C'est pour cela que les "étudiants" dès le début de la rencontre se montrent rigoureux et tout naturellement ouvrent le score par l'intermédiaire du jeune ivoirien Magique. Sure de leur avantage les joueurs de Coimbra, perdent le contrôle du match et se voient rattrapés au score et même menés. Mais durant les arrêts de jeu sur un corner que le vice-capitaine, João Real égalise. Au retour des vestiaires la Briosa, submerge leurs adversaires de toute part et aggrave le score. Jusqu'à la fin, les "étudiants" contrôlent le jeu et ajoute un but à leur actif. Jamais l'Académica n'a été aussi réaliste depuis le début de la saison. En un match le club des "noirs" de la capitale estudiantine, marque 4 buts, soit la moitié des buts marqués depuis le début de la saison. L'Académica termine ainsi la phase des matchs allers par une victoire et se classe à la 10e place du championnat portugais.

### Journées 16 à 20
| J.                                                                             | Date       | Rencontre                    | Rés.  | Buteur(s) AAC | Place     |
| ------------------------------------------------------------------------------ | ---------- | ---------------------------- | ----- | ------------- | --------- |
| 16                                                                             | 19/01/2014 | Académica - Gil Vicente FC   | 1 - 0 | Djavan 90+2e  | 9e (-18)  |
| 17                                                                             | 02/02/2014 | Sporting CP - Académica      | 0 - 0 | -             | 8e (-18)  |
| 18                                                                             | 10/02/2014 | Académica - GD Estoril-Praia | 0 - 1 | -             | 10e (-21) |
| 19                                                                             | 16/02/2014 | Os Belenenses - Académica    | 0 - 0 | -             | 9e (-23)  |
| 20                                                                             | 23/02/2014 | Académica - CD Nacional      | 0 - 0 | -             | 10e (-25) |
| Légende : J. = journée ; Rés. = résultat ; ( ) = écart en point sur le premier |            |                              |       |               |           |

Pour sa première rencontre des matchs retour, l'Académica reçoit le Gil Vicente FC, une équipe qui depuis le début de saison se montre intraitable en matière défensive. L'équipe entraînée par Sérgio Conceição entre sur le terrain de la meilleure des façons à la recherche du but salvateur, mais une nouvelle fois le manque de réalisme devant le but devient rapidement un handicap. Malgré plusieurs occasions de sortir de l'impasse le score reste vierge, celui-ci ne reflète pas la domination à sens unique en faveur de la Briosa. Mais à force de tenter et ne baissant pas les bras c'est à la 93e minute que le brésilien Djavan qui sur un tir d'Ivanildo dévie le ballon au fond des buts adverses. Grâce à ce but l'Académica prend 3 points précieux qui lui permettent de prendre une certaine distance avec le premier relégable. Avec cette victoire, l'Académica se classe 9e au classement général avec 21 points. Pour le prochain match la Negra se déplace à Lisbonne au stade José Alvalade pour affronter le fameux Sporting Clube de Portugal qui avait infligé un terrible 4 à 0 lors du match aller.
Sérgio Conceição, pour la rencontre face au Sporting, doit combiner entre les départs et les arrivées dus au mercato hivernal. Beaucoup de questions se posent en ce qui concerne la défense centrale à la suite du départ du Brésilien Reiner, mais aussi à l'incertitude du meneur de jeu, Cleyton, souffrant d'une contracture musculaire.
C'est finalement une équipe sans surprise qui commence la rencontre, avec une défense centrale composée de l'international algérien Rafik Halliche et de João Real. L'avant match laisse présager une excellente prestation de la part des deux protagonistes, car le Sporting CP, peut en cas de victoire reprendre la première place du championnat, tandis que l'Académica par l'intermédiaire de son coach, annonce qu'elle veut repartir avec des points, afin de pouvoir obtenir le plus rapidement possible, les fameux 28 points synonymes de maintien. Les deux équipes entrent du bon pied dans le match, après plusieurs tentatives d'ouvrir le score par les locaux, la meilleure occasion est à l'actif des « étudiants » qui par l'intermédiaire de Marcelo Goïano touche les poteaux Sportinguistas.  Ainsi se termine la première partie sur un score nul. 
De retour des vestiaires c'est à nouveau l'Académica qui fait le jeu, mais rapidement les locaux reprennent leur domination sans se montrer réellement dangereux. Mais à l'heure de jeu Manoel et ainsi que Cleyton, sont proches d'ouvrir la marque en faveur de la Briosa. La fin du match reste à l'actif du Sporting CP, et fait briller l'excellent gardien « académiste », qu'est Ricardo, qui une nouvelle fois grâce à sa bonne prestation offre le point du match nul.

### Classement actuel et statistiques
Statistiques actualisées au 14 avril 2014
Extrait du classement du Championnat du Portugal 2013-2014
| Rang | Équipe               | Pts | J  | G  | N  | P  | Bp | Bc | Diff |
| --- | -------------------- | --- | -- | -- | -- | -- | -- | -- | ---- |
| 1 | SL Benfica           | 70  | 27 | 22 | 4  | 1  | 54 | 15 | +39  |
| .. | ............         | ..  | .. | .. | .. | .. | .. | .. | 0    |
| 7 | Vitória Setúbal      | 34  | 27 | 9  | 7  | 11 | 36 | 38 | -2   |
| 8 | CS Marítimo          | 34  | 27 | 9  | 7  | 11 | 35 | 42 | -7   |
| 9 | Académica de Coïmbra | 33  | 27 | 8  | 9  | 10 | 20 | 30 | -10  |
| 10 | V. Guimarães         | 31  | 27 | 9  | 4  | 14 | 27 | 32 | -5   |
| 11 | Rio Ave FC           | 31  | 27 | 8  | 7  | 12 | 21 | 31 | -10  |
| - Qualifié pour la phase de groupes de la Ligue des champions de l'UEFA 2014-2015 - Relégués pour la saison 2014-2015 |                      |     |    |    |    |    |    |    |      |

#### Récapitulatif classement par journée
| Journée   | 01 | 02 | 03 | 04 | 05 | 06 | 07 | 08 | 09 | 10 | 11 | 12 | 13 | 14 | 15 | 16 | 17 | 18 | 19 | 20 | 21 | 22 | 23 | 24 | 25 | 26 | 27 | 28 | 29 | 30 |
| --------- | -- | -- | -- | -- | -- | -- | -- | -- | -- | -- | -- | -- | -- | -- | -- | -- | -- | -- | -- | -- | -- | -- | -- | -- | -- | -- | -- | -- | -- | -- |
| Terrain   | E  | D  | E  | D  | E  | D  | D  | E  | D  | E  | D  | E  | D  | E  | D  | D  | E  | D  | E  | D  | E  | E  | D  | E  | D  | E  | D  | E  | D  | E  |
| Résultats | D  | D  | N  | V  | D  | N  | D  | V  | D  | V  | V  | D  | N  | D  | V  | V  | N  | D  | N  | N  | V  | N  | N  | D  | V  | D  | N  | D  | N  | V  |
| Points    | 0  | 0  | 1  | 4  | 4  | 5  | 5  | 8  | 8  | 11 | 14 | 14 | 15 | 15 | 18 | 21 | 22 | 22 | 23 | 24 | 27 | 28 | 29 | 29 | 32 | 32 | 33 | 33 | 34 | 37 |
| Place     | 12 | 16 | 14 | 13 | 14 | 14 | 15 | 12 | 14 | 11 | 9  | 12 | 12 | 12 | 10 | 9  | 8  | 10 | 9  | 10 | 9  | 9  | 10 | 10 | 7  | 9  | 9  | 9  | 9  | 8  |

Source : Liste des rencontres

Terrain : D = Domicile ; E = Extérieur. Résultat: D = Défaite ; N = Nul ; V = Victoire.

### Affluence
Statistiques actualisées le 9 mai 2014
Affluence de l'Académica de Coïmbra à domicile en championnat

## Coupe du Portugal
| Tour       | Date       | Rencontre                      | Rés.        | Buteur(s) AAC                     | Affluence |
| ---------- | ---------- | ------------------------------ | ----------- | --------------------------------- | --------- |
| 3e (1/32°) | 20/10/2013 | Os Belenenses (D1) - Académica | 2 - 2 (2-4) | CsC 49e, · Fernando Alexandre 61e | -         |
| 4e (1/16°) | 10/11/2013 | Académica - Ac. Viseu (D2)     | 1 - 1 (4-3) | Diogo Valente 92e                 | -         |
| 5e (1/8°)  | 5/01/2014  | SC Beira-Mar (D2) - Académica  | 0 - 1       | Magique 25e                       | -         |
| 6e (1/4)   | 6/02/2014  | Rio Ave FC (D1) - Académica    | 1 - 0       | -                                 | -         |

L'Académica tout comme l'ensemble des clubs de première division entre en lice lors du troisième tour. Pour son premier match, les "étudiants" vont affronter Os Belenenses, qui évolue aussi en Liga Zon Sagres. C'est d'ailleurs la seule rencontre de ce tour entre deux équipes de première division.
Les joueurs de Sérgio Conceição commencent mal la partie malmenés par leur adversaire lisboètes, cela durant toute la première mi-temps, encaissant un but. Mais après la pause, tout change. Sérgio Conceição réalise deux changements et c'est le déclic qui manquait à la Briosa. Dès lors l'Académica se déploie de tous côtés et c'est sur un débordement côté gauche de Djavan que Fredy, le buteur de la première mi-temps, marque à nouveau, mais cette fois-ci contre son camp. Douze minutes plus tard, les "étudiants" prennent l'avantage grâce à un superbe but de Fernando Alexandre. Mais cette avance est de courte durée, car à la 69eminute, les locaux bénéficient d'un penalty. Pourtant le jeu reste à l'avantage des Capas Negras, qui à leur tour, peuvent prendre le large, grâce à un penalty sifflé par l'arbitre du match. Malheureusement l'attaquant brésilien Rafael Oliveira, trouve le poteau. C'est donc aux prolongations que les deux équipes doivent se départager. Malgré l'expulsion de Djavan à la suite d'un double carton jaune à la 110e minute, l'équipe du Belenenses attaque plus, mais sans effet. Puis, c'est aux penalties que l'Académica s'offre la qualification au tour suivant.
L'Académica, remporte son 1/16° de finale, face à l'avant-dernier du championnat de deuxième division. Comme au tour précédent, ce sont les tirs au but qui ont désigné le vainqueur. Après avoir concédé le nul (0-0) à la fin du temps réglementaire, débute le temps additionnel, et dès la deuxième minute, Diogo Valente, ouvre le score et les espoirs des supporters de Coimbra. Malheureusement, ce but n'est pas suffisant, et les joueurs de Viseu, pressent les locaux et réussissent à marquer le but égalisateur leur permettant d'atteindre les tirs au but. Mais parmi les joueurs de Sergio Conceição  se trouve très certainement le meilleur gardien portugais du moment, Ricardo, qui est depuis un an régulièrement pré-sélectionné par Paulo Bento. Grâce à ses qualités reconnues dans cet exercice, il repousse deux tirs adverses et ainsi qualifie à nouveau l'Académica.
Pour son premier match de l'année 2014, l'Académica se déplace à Aveiro, pour un match comptant pour le 5e tour de la Coupe du Portugal de football 2013-2014. Le SC Beira-Mar, évolue en  Liga2 Cabovisão, où il occupe la 15e place. Les premières actions dangereuses sont à mettre à l'actif des locaux, mais rapidement les joueurs de Sérgio Conceição, reprennent le dessus et ouvrent le score dès la 25e minute par le jeune ivoirien Magique qui répond favorablement de la tête à un centre croisé de Djavan. Comme une vieille rengaine depuis le début de saison, les "étudiants", ont été proche d'aggraver le score, sans concrétiser. En seconde mi-temps se sont les locaux qui à la recherche du nul font pression sur la défense de la Briosa, à tel point que les fautes s'accumulent et l'arbitre de la rencontre signal un penalty que le portier « académiste », dont il en fait sa spécialité, arrête de brillante façon. Vingt minutes plus tard rebelote, à la suite d'une nouvelle faute du défenseur central brésilien Reiner Ferreira, ce qui lui vaut un second carton jaune synonyme d'expulsion, Ricardo, créé à nouveau l'exploit, comme à son habitude depuis le début de la coupe. Encore cinq minutes à tenir et l'Académica gagne son billet pour les quarts, ce qui est fait sans encombre.
L'Académica, sur ses bons résultats depuis un mois, rêve à nouveau de finale, ce qui devient un nouvel objectif pour la Briosa. En ce jeudi venteux et pluvieux, avec un terrain plus que limite pour la pratique du football, due aux conditions climatiques. La pelouse devient un élément non négligeable de la qualité médiocre du jeu des deux protagonistes. Ce dernier, ainsi que le vent surpuissant, ne facilite pas un jeu technique. C'est donc le Rio Ave FC, qui bénéficie en première partie de l'appui du vent et c'est donc un jeu sans âmes auquel assiste les supporters présents, grâce à de long coup de pied en avant, les locaux se montrent les plus dangereux, si l'on peut s'exprimer ainsi. La mi-temps arrive sur un score nul et vierge, ce qui va permettre aux jardiniers locaux de rendre le terrain un peu plus praticable. À la reprise, c'est à la  Briosa de bénéficier du vent qui a perdu un peu de vigueur et se montre dangereuse à sa tour, mais sans réussite. Au fur et à mesure de la rencontre le jeu s'équilibre et le vent s'attenue devenant tournoyant.  
À la 77e minute sur un anodin ballon en retrait, ce dernier étant freiné par l'état du terrain oblige le gardien des "étudiants" à abandonner ses cages et à dégager le ballon vers l'avant, mais ce dernier renvoie le ballon dans l'axe, qui est récupéré par un joueur adverse qui tente sa chance dans le but vide de l'Académica. 
Avec cette défaite, l'objectif ciblé par Sérgio Conceição n'est pas atteint et termine ainsi son parcours en Coupe du Portugal.

## Coupe de la Ligue
Ayant terminée onzième, l'Académica tout comme la saison dernière, rentre en lice dès le second tour. Pour son premier match en coupe de la Ligue, les "étudiants" vont affronter le FC Penafiel, la seule équipe à avoir gagné toutes ses rencontres lors de la première phase, et qui réalise un excellent début de saison en Liga2 Cabovisão. Les joueurs de Sérgio Conceição réalisent le pire début de match qu'ils aient pu connaitre. Le FC Penafiel marque deux buts rapidement, ce qui permet aux joueurs locaux d'envisager un match tranquille. La Briosa réduit l'écart avant la mi-temps, grâce au Brésilien, Rafael Oliveira. Mais de retour des vestiaires, malgré les diverses tentatives, l'égalisation n'arrive pas au bout du compte. Le score reste de 2 à 1. Il reste aux "Académistes" à réaliser l'exploit lors du match retour.
Lors du match retour, Sérgio Conceição parie sur un trio offensif composé de Diogo Valente, Ivanildo et Rafael Oliveira. Comme meneur de jeu, le jeune brésilien Cleyton, avec le retour des deux titulaires du milieu défensif, qui sont Fernando Alexandre et Bruno China.
Avec une première mi-temps équilibrée, la technique des locaux prend le dessus en seconde période. La qualité du jeu des « étudiants » augmente, mais la finalisation n'est pas là, une nouvelle fois, le manque de réalisme devant les buts fait défaut à l'Académica. Dans une obligation absolue de marquer, afin de continuer dans la compétition, les joueurs de Sérgio Conceição, maîtrisent le jeu et par vagues successives se montrent dangereux devant les buts adverses. Au coup de sifflet final, le score reste vierge, ce qui élimine les locaux à la suite de la victoire du Futebol Clube de Penafiel, lors du premier tour. L'Académica quitte la Coupe de la Ligue portugaise, dès son entrée.

## Joueurs et encadrement technique

### Équipe-type
Actualisée au 11 mai 2014
| Ricardo Marcelo Goiano Aníbal Capela João Real Djavan Makelele F. Alexandre Márinho Diogo Valente Cleyton Ivanildo |

### Statistiques individuelles
- Premier but de la saison :
- Premier penalty :
- Premier doublé :
- Premier triplé : -
- But le plus rapide d'une rencontre :
- But le plus tardif d'une rencontre :
- Plus grand nombre de buts marqué contre l’adversaire :
- Plus grand nombre de buts marqué par l’adversaire :
- Plus grand nombre de buts marqués dans une rencontre :

| Passeur | Total |
| ------- | ----- |

| Buteur             | Total |
| ------------------ | ----- |
| Marcos Paulo       | 5     |
| Salvador Agra      | 4     |
| Magique            | 3     |
| Fernando Alexandre | 3     |
| Cleyton            | 2     |
| Makelele           | 2     |
| Moussa Gueye       | 2     |
| Diogo Valente      | 2     |
| João Real          | 1     |
| Ivanildo           | 1     |
| Bruno China        | 1     |
| Marinho            | 1     |
| Djavan             | 1     |
| Rafael Oliveira    | 1     |
| CsC Os Belenenses  | 1     |

Statistiques actualisées le 11/05/2014
- Entre parenthèses minutes jouées

| Championnat | Championnat       | Championnat        | Championnat     | Championnat | Championnat | Championnat | Championnat  | Coupe du Portugal | Coupe du Portugal | Coupe du Portugal | Coupe du Portugal | Coupe de la Ligue | Coupe de la Ligue | Coupe de la Ligue | Coupe de la Ligue | Total     | Total       |
| Numéro      | Poste             | Nom                | Pays            | Mat.        | But inscrit | Averti      | Carton rouge | Mat.              | But inscrit       | Averti            | Carton rouge      | Mat.              | But inscrit       | Averti            | Carton rouge      | Mat.      | But inscrit |
| ----------- | ----------------- | ------------------ | --------------- | ----------- | ----------- | ----------- | ------------ | ----------------- | ----------------- | ----------------- | ----------------- | ----------------- | ----------------- | ----------------- | ----------------- | --------- | ----------- |
| 1           | Gardien de but    | Romuald Peiser     | France          | 0           | 0           | 0           | 0            | 0                 | 0                 | 0                 | 0                 | 2 (191)           | -2                | 0                 | 0                 | 2 (191)   | -2          |
| 2           | Défenseur         | João Dias          | Portugal        | 7 (539)     | 0           | 2           | 0            | 0                 | 0                 | 0                 | 0                 | 1 (96)            | 0                 | 0                 | 0                 | 8 (635)   | 0           |
| 3           | Défenseur         | Aníbal Capela      | Portugal        | 18 (1653)   | 0           | 6           | 0            | 2 (240)           | 0                 | 2                 | 0                 | 1 (95)            | 0                 | 0                 | 0                 | 21 (1988) | 0           |
| 5           | Défenseur         | Rafik Halliche     | Algérie         | 20 (1670)   | 0           | 5           | 2            | 1 (90)            | 0                 | 1                 | 0                 | 1 (87)            | 0                 | 2                 | 1                 | 22 (1847) | 0           |
| 6           | Défenseur         | Djavan             | Brésil          | 27 (2558)   | 1           | 5           | 1            | 4(410)            | 0                 | 2                 | 1                 | 2 (191)           | 0                 | 0                 | 0                 | 33 (3159) | 1           |
| 7           | Attaquant         | Marinho            | Portugal        | 27 (1278)   | 1           | 4           | 0            | 3 (201)           | 0                 | 1                 | 0                 | 2 (129)           | 0                 | 0                 | 0                 | 32 (1608) | 1           |
| 8           | Milieu de terrain | Makelele           | Brésil          | 23 (2014)   | 2           | 6           | 0            | 2 (180)           | 0                 | 0                 | 0                 | 2 (109)           | 0                 | 0                 | 0                 | 27 (2303) | 2           |
| 9           | Attaquant         | Bédi Buval         | France          | 7 (400)     | 0           | 0           | 0            | 0                 | 0                 | 0                 | 0                 | 1 (16)            | 0                 | 0                 | 0                 | 8 (416)   | 0           |
| 10          | Attaquant         | Ivanildo           | Guinée-Bissau   | 21 (1537)   | 1           | 6           | 0            | 3 (226)           | 0                 | 1                 | 0                 | 1 (77)            | 0                 | 0                 | 0                 | 25 (1840) | 1           |
| 11          | Attaquant         | Manoel             | Brésil          | 15 (548)    | 0           | 1           | 0            | 2 (97)            | 0                 | 0                 | 0                 | 2 (38)            | 0                 | 1                 | 0                 | 19 (683)  | 0           |
| 12          | Gardien de but    | Ricardo            | Portugal        | 30 (2889)   | -35         | 2           | 0            | 4 (420)           | -4                | 0                 | 0                 | 0                 | 0                 | 0                 | 0                 | 34 (3309) | -39         |
| 13          | Défenseur         | João Real          | Portugal        | 21 (1802)   | 1           | 3           | 0            | 3 (300)           | 0                 | 0                 | 0                 | 2 (191)           | 0                 | 1                 | 0                 | 26 (2293) | 1           |
| 14          | Milieu de terrain | Bruno China        | Portugal        | 9 (630)     | 1           | 1           | 0            | 1 (120)           | 0                 | 0                 | 0                 | 1 (45)            | 0                 | 0                 | 0                 | 11 (795)  | 1           |
| 16          | Attaquant         | Rafael Lopes       | Portugal        | 12 (775)    | 0           | 0           | 0            | 1 (90)            | 0                 | 0                 | 0                 | 0                 | 0                 | 0                 | 0                 | 13 (865)  | 0           |
| 17          | Attaquant         | Abdi               | Somalie Norvège | 11 (772)    | 0           | 1           | 0            | 1 (75)            | 0                 | 0                 | 0                 | 0                 | 0                 | 0                 | 0                 | 12 (847)  | 0           |
| 18          | Attaquant         | Moussa Gueye       | Sénégal         | 8 (563)     | 2           | 1           | 0            | 1 (8)             | 0                 | 0                 | 0                 | 0                 | 0                 | 0                 | 0                 | 8 (571)   | 2           |
| 20          | Milieu de terrain | Cleyton            | Brésil          | 22 (1702)   | 2           | 5           | 0            | 4 (353)           | 0                 | 0                 | 0                 | 2 (98)            | 0                 | 1                 | 0                 | 28 (1953) | 2           |
| 21          | Milieu de terrain | Marcos Paulo       | Brésil          | 15 (1145)   | 5           | 2           | 0            | 0                 | 0                 | 0                 | 0                 | 0                 | 0                 | 0                 | 0                 | 15 (1145) | 5           |
| 23          | Attaquant         | Diogo Valente      | Portugal        | 21 (934)    | 1           | 4           | 0            | 4 (259)           | 1                 | 1                 | 0                 | 2 (171)           | 0                 | 0                 | 0                 | 27 (1364) | 2           |
| 25          | Milieu de terrain | Grilo              | Portugal        | 2 (87)      | 0           | 0           | 0            | 0                 | 0                 | 0                 | 0                 | 0                 | 0                 | 0                 | 0                 | 2 (87)    | 0           |
| 28          | Milieu de terrain | Nuno Piloto        | Portugal        | 7 (540)     | 0           | 0           | 0            | 2 (80)            | 0                 | 0                 | 0                 | 1 (96)            | 0                 | 1                 | 0                 | 10 (716)  | 0           |
| 29          | Attaquant         | Rafael Oliveira    | Brésil          | 3 (174)     | 0           | 0           | 0            | 3 (160)           | 0                 | 0                 | 0                 | 2 (164)           | 1                 | 0                 | 0                 | 8 (498)   | 1           |
| 30          | Milieu de terrain | John Ogu           | Nigeria         | 7 (179)     | 0           | 1           | 0            | 2 (46)            | 0                 | 0                 | 0                 | 0                 | 0                 | 0                 | 0                 | 9 (225)   | 0           |
| 35          | Défenseur         | Reiner Ferreira    | Brésil          | 9 (722)     | 0           | 3           | 0            | 2 (203)           | 0                 | 3                 | 1                 | 0                 | 0                 | 0                 | 0                 | 11 (925)  | 0           |
| 65          | Milieu de terrain | Fernando Alexandre | Portugal        | 23 (2131)   | 2           | 7           | 0            | 4 (420)           | 1                 | 0                 | 0                 | 2 (191)           | 0                 | 0                 | 0                 | 29 (2742) | 3           |
| 77          | Attaquant         | Salvador Agra      | Portugal        | 14 (943)    | 4           | 5           | 0            | 1 (90)            | 0                 | 1                 | 0                 | 0 (0)             | 0                 | 0                 | 0                 | 15 (1033) | 4           |
| 87          | Défenseur         | Marcelo Goiano     | Brésil          | 25 (2323)   | 0           | 9           | 1            | 4 (420)           | 0                 | 0                 | 0                 | 1 (95)            | 0                 | 0                 | 0                 | 28 (2838) | 0           |
| 99          | Attaquant         | Magique            | Côte d'Ivoire   | 16 (880)    | 2           | 3           | 0            | 2 (116)           | 1                 | 0                 | 0                 | 0                 | 0                 | 0                 | 0                 | 18 (996)  | 3           |

### Statistiques buteurs (toutes compétitions)
| Place | Joueurs            | Liga Zon Sagres | Taça de Portugal | Taça da Liga | TOTAL   |
| 1     | Marcos Paulo       | 5 buts          | -                | -            | 5 buts  |
| 2     | Salvador Agra      | 4 buts          | -                | -            | 4 buts  |
| 3     | Magique            | 2 buts          | 1 but            | -            | 3 buts  |
| 3     | Fernando Alexandre | 2 buts          | 1 but            | -            | 3 buts  |
| 5     | Cleyton            | 2 buts          | -                | -            | 2 buts  |
| 5     | Makelele           | 2 buts          | -                | -            | 2 buts  |
| 5     | Moussa Gueye       | 2 buts          | -                | -            | 2 buts  |
| 5     | Diogo Valente      | 1 but           | 1 but            | -            | 2 buts  |
| 9     | João Real          | 1 but           | -                | -            | 1 but   |
| 9     | Bruno China        | 1 but           | -                | -            | 1 but   |
| 9     | Ivanildo           | 1 but           | -                | -            | 1 but   |
| 9     | Marinho            | 1 but           | -                | -            | 1 but   |
| 9     | Djavan             | 1 but           | -                | -            | 1 but   |
| 9     | Rafael Oliveira    | -               | -                | 1 but        | 1 but   |
| CsC   | Os Belenenses      | -               | 1 but            | -            | 1 but   |
| Total | 14 buteurs         | 25 buts         | 4 buts           | 1 but        | 30 buts |

Date de mise à jour : le 10 mai 2014.

## Autres équipes

### U23 (Équipe B)
Cela fait 10 ans que l'Académica n'a pas eu d'équipe B qui dispute un championnat officiel. Cette saison, c'est à travers une équipe d'U23 que la Briosa participe au championnat de première division de l'AF Coimbra. Grand favoris de La Série B, le club a pour objectif d'atteindre un championnat professionnel d'ici deux ans, soit deux montées successives.

#### Matchs

##### Amicaux
| Date              | Adversaire                           | Lieu    | Résultat | Buteurs pour l'AAC U23                                                    |
| ----------------- | ------------------------------------ | ------- | -------- | ------------------------------------------------------------------------- |
| 28 août 2013      | FC Pampilhosa U19 (D1 AF Aveiro U19) | Coïmbra | 10 - 0   | Johan Cerpja, Derick (3), Carnoto (3), Diogo Reverendo (2) et Nuno Mendes |
| 2 septembre 2013  | GR Vigor Mocidade (DH AF Coïmbra)    | Coïmbra | 1 - 2    | França                                                                    |
| 7 septembre 2013  | Febres SC (DH AF Coïmbra)            | Coïmbra | 4 - 1    | Luís Serrão, Henrique Azevedo et Derick (2)                               |
| 8 septembre 2013  | AA Arganil (DH AF Coïmbra)           | Coïmbra | 3 - 0    | Carnoto, Derick, Dany Marques                                             |
| 23 septembre 2013 | União FC (DH AF Coïmbra)             | Coïmbra | 3 - 1    | Diogo Reverendo, Dany, Johan Cerpja                                       |

##### Coupe du district de l'AF Coimbra
| Tour         | Date           | Adversaire                        | Lieu    | Résultat | Buteurs pour l'AAC U23                                     |
| ------------ | -------------- | --------------------------------- | ------- | -------- | ---------------------------------------------------------- |
| Préliminaire | 6 octobre 2013 | Adémia (D1 AF Coïmbra)            | Coïmbra | 0 - 6    | Luís Serrão, João Neves, Dany, Carnoto, Diogo Dias, Derick |
| 1°           | 5 janvier 2014 | Exempt                            |         |          |                                                            |
| 2°           | 2 mars 2014    | GR Vigor Mocidade (DH AF Coïmbra) | Coïmbra | 0 - 2    | Derick, Dany                                               |
| 3°- 1/4      | 18 avril 2014  | GD Pampilhosense (DH AF Coïmbra)  | Coïmbra | 1 - 2    | Derick                                                     |

##### Championnat, première phase (AF Coimbra 1ª Divisão Série B)
| Date              | J. | Rencontre            | Rencontre | Rencontre            | Buteurs AAC U23                                    | Class. | Pts |
| ----------------- | -- | -------------------- | --------- | -------------------- | -------------------------------------------------- | ------ | --- |
| 13 octobre 2013   | 1  |                      | Exempt    |                      |                                                    | 9e     | 0   |
| 20 octobre 2013   | 2  | ACDS Vinha da Rainha | 0 - 2     | Académica B          | Derick, Samuel                                     | 4e     | 3   |
| 27 octobre 2013   | 3  | Académica B          | 1 - 0     | SC Ribeirense        | Luís Serrão                                        | 3e     | 6   |
| 3 novembre 2013   | 4  | «Os Águias»          | 0 - 3     | Académica B          | Carnoto (2), João Neves                            | 3e     | 9   |
| 17 novembre 2013  | 5  | Académica B          | 3 - 0     | GD Sepins            | Diogo Reverendo, Derick, Carnoto                   | 3e     | 12  |
| 24 novembre 2013  | 6  | Esperança AC         | 1 - 5     | Académica B          | Derick (2), João Neves, França, Carnoto            | 1er    | 15  |
| 1er décembre 2013 | 7  | Académica B          | 6 - 0     | «Os Marialvas»       | Franca, Carnoto, Dany, Derick, Diogo Dias (2)      | 1er    | 18  |
| 8 décembre 2013   | 8  | FC São Silvestre     | 1 - 2     | Académica B          | Kiko, Dany                                         | 1er    | 21  |
| 15 décembre 2013  | 9  | Académica B          | 1 - 1     | GD Cova-Gala         | Kiko                                               | 1er    | 22  |
| 22 décembre 2013  | 10 |                      | Exempt    |                      |                                                    |        |     |
| 29 décembre 2013  | 11 | Académica B          | 2 - 1     | ACDS Vinha da Rainha | Dany, Guiné                                        | 1er    | 25  |
| 12 janvier 2014   | 12 | SC Ribeirense        | 1 - 1     | Académica B          | Kiko                                               | 1er    | 26  |
| 19 janvier 2014   | 13 | Académica B          | 3 - 1     | «Os Águias»          | Kiko, João Neves, França                           | 1er    | 29  |
| 26 janvier 2014   | 14 | GD Sepins            | 1 - 5     | Académica B          | Derick, Samuel, Dany, Luís Serrão, Diogo Reverendo | 1er    | 32  |
| 2 février 2014    | 15 | Académica B          | 2 - 0     | Esperança AC         | Diogo Dias, João Neves                             | 1er    | 35  |
| 9 février 2014    | 16 | «Os Marialvas»       | 0 - 3     | Académica B          | Luís Serrão, Derick, Diogo Reverendo               | 1er    | 38  |
| 16 février 2014   | 17 | Académica B          | 0 - 2     | FC São Silvestre     |                                                    | 1er    | 38  |
| 23 février 2014   | 18 | GD Cova-Gala         | 2 - 1     | Académica B          | Carnoto                                            | 1er    | 38  |

Au terme de cette première phase l'équipe B de l'Académica termine championne de la Série B (Condeixa ACD, champion Serie A).

##### Championnat, deuxième phase (AF Coimbra 1ª Divisão Série B)
Pour cette seconde phase, les joueurs de Victor Severino sont reversés dans un groupe de quatre équipes, au terme de ce tour, les deux premiers de chaque série sont qualifiés pour les demi-finales. Chaque équipe repart avec la moitié des points marqués en première phase.
| Date          | J. | Rencontre            | Rencontre | Rencontre            | Buteurs AAC U23                       | Class. | Pts |
| ------------- | -- | -------------------- | --------- | -------------------- | ------------------------------------- | ------ | --- |
| 9 mars 2014   | 1  | Académica B          | 4 - 1     | GD Cova-Gala         | Luís Serrão, Diogo Dias, Dany, Derick | 1er    | 22  |
| 16 mars 2014  | 2  | ACDS Vinha da Rainha | 1 - 1     | Académica B          | Derick                                | 1er    | 23  |
| 23 mars 2014  | 3  | Académica B          | 1 - 0     | FC São Silvestre     | Derick                                | 1er    | 26  |
| 30 mars 2014  | 4  | GD Cova-Gala         | 0 - 0     | Académica B          | -                                     | 1er    | 27  |
| 6 avril 2014  | 5  | Académica B          | 1 - 0     | ACDS Vinha da Rainha | Dany                                  | 1er    | 30  |
| 13 avril 2014 | 6  | FC São Silvestre     | 1 - 3     | Académica B          | Dany (2), Luís Serrão                 | 1er    | 33  |

##### Finale du championnat de l'AF Coimbra 1ª Divisão
| Date          | Lieu    | Rencontre    | Rencontre | Rencontre   | Buteurs AAC U23    |
| ------------- | ------- | ------------ | --------- | ----------- | ------------------ |
| 27 avril 2014 | Taveiro | Condeixa ACD | 0 - 2     | Académica B | Derick, Diogo Dias |

#### Buteurs
| Rang  | Buteur          | Taça da AF Coimbra | Liga AF Coimbra 1ª Divisão Série B | Total |
| 1     | Derick          | 3                  | 11                                 | 14    |
| 2     | Dany            | 2                  | 8                                  | 10    |
| 3     | Carnoto         | 1                  | 6                                  | 7     |
| 4     | Luís Serrão     | 1                  | 5                                  | 6     |
| 4     | Diogo Dias      | 1                  | 5                                  | 6     |
| 6     | João Neves      | 1                  | 4                                  | 5     |
| 7     | Kiko            | 0                  | 4                                  | 4     |
| 8     | França          | 0                  | 3                                  | 3     |
| 8     | Diogo Reverendo | 0                  | 3                                  | 3     |
| 10    | Samuel          | 0                  | 2                                  | 2     |
| 11    | Guiné           | 0                  | 1                                  | 1     |
| Total | 11 Buteurs      | 9                  | 48                                 | 56    |

### U19
Depuis la saison 2012-13, les U19 de l'Académica évoluent en championnat de première division nationale. À la suite de la première phase de la saison 2011-12, les jeunes académistes ont eu la possibilité, en terminant deuxième de leur série, de participer à la phase de montée, et ainsi s'octroyer une place en première division nationale. Les U19 de Coimbra gardent le souvenir des années 1950, où à trois reprises les joueurs de la Briosa avaient remporté le titre national (1950, 1952, 1954) et avaient fait éclore de jeunes talents, tels que José Pérides.
La saison passée, l'objectif était le maintien, après la première phase, les jeunes "étudiants" accrochèrent la huitième place sur douze. Ils durent passer par la phase de maintien concernant les huit clubs ayant terminé entre la cinquième et la douzième place. Les points de ce mini championnat s'additionnent à ceux obtenus lors de la première phase. Les jeunes joueurs menés par Vítor Alves (ancien gardien de l'Académica, et aussi entraîneur de l'équipe première), réussissent une belle série de victoires et obtiennent facilement le maintien.
Cette saison, c'est à nouveau sous sa direction que les juniors doivent atteindre l'objectif du maintien, et cela ne commence pas de façon aisée, car ces derniers sont opposés, dès la première journée, au vice champion de l'an passé, qu'est le FC Porto.
Les matches à domicile ont lieu à Coimbra au Estádio Municipal Sérgio Conceição, du nom de l'entraîneur de l'équipe première.

#### Effectifs
Staff technique
- Vítor Alves (Vítor Manuel Nunes Alves, DN: 1-02-1961, ) - Entraîneur Principal
- Pedro Mané ( ) - Entraîneur Adjoint
- Ricardo Gonçalves (Ricardo Rebelo Gonçalves, DN: 24-07-1984, ) - Entraîneur des Gardiens

Gardiens
- Miguel Rodrigues (Miguel Fernando Coimbra Rodrigues, DN: 21-05-1995, )
- Pedro Mano (Pedro Pereira Lascarim Mano, DN: 19-02-1996, )
- João Brito (João Pedro Brito de Oliveira, DN: 20-02-1995, )

Défenseurs
- Brites (Paulo Rúben Légua Brites, DN: 14-01-1995)
- Bruno Beato (Bruno Serrano Louro Beato, DN: 10-12-1996, )
- Carlitos (Carlos Abel Feliciano Costa Mendes, DN: 5-01-1996, )
- Pedro Gerardo (Pedro Carvalho Gerardo, DN: 02-03-1995, )
- Sérgio Alves (Sérgio André Coelho dos Santos Alves, DN: 14-07-1995, )
- Tiago (Tiago Nascimento Pinto, DN: 29-06-1995, )
- Diogo Marques (Diogo Maurício Oliveira Rodrigues Marques, DN: 13-02-1995, )
- Mesquita (Diogo António Lopes Brás Mesquita, DN: 16-04-1995, )

Milieux
- Daniel Silva (Daniel Salgado Silva, DN: 5-01-1996, )
- Artur Taborda (Artur Jorge da Cruz Pereira Taborda, DN: 12-07-1996, )
- Amândio (Amândio Jorge Pinto Rodrigues, DN: 20-07-1996, )
- Alexandre Quintela (Alexandre Pedro de Menezes Quintela, DN: 19-09-1996, )
- Valença (David Jose Floro Valença, DN: 16-11-1995, ) - Capitaine
- Jorge Silva (Jorge Miguel Moita Silva, DN: 10-04-1996, )

Attaquants
- Saltão (João Miguel Monteiro Silva Saltão, DN: 15-01-1995, )
- David Brás (David Brás Rodrigues, DN: 25-03-1995, )
- Pedro Nuno (Pedro Nuno Fernandes Ferreira, DN: 13-01-1995, )
- Jorge Correia (Jorge Miguel Santos Correia, DN: 31-07-1995, )
- Sérgio Conceição (Sérgio Emanuel Fernandes da Conceição, DN: 12-11-1996, )
- Yekine Gomes (Yekine Rudgero Patrick Gomes, DN: 9-05-1995, )
- João Paredes (João Diogo Marques Paredes, DN: 1-01-1996, )

#### Récapitulatif, matchs et classements par journée

##### Première Phase
Matchs aller, Nacional Juniores A - Norte
| Journées    | 1        | 2            | 3         | 4         | 5         | 6           | 7          | 8          | 9         | 10             | 11       |
| ----------- | -------- | ------------ | --------- | --------- | --------- | ----------- | ---------- | ---------- | --------- | -------------- | -------- |
| Terrains    | D        | E            | D         | E         | D         | E           | E          | D          | E         | D              | E        |
| Adversaires | FC Porto | V. Guimarães | Varzim SC | FC Vizela | Beira-Mar | P. Ferreira | Rio Ave FC | Leixões SC | GD Chaves | UD Oliveirense | SC Braga |
| Résultats   | 1-3      | 1-1          | 0-0       | 3-2       | 2-1       | 0-1         | 1-2        | 2-1        | 3-0       | 2-2            | 1-1      |
| Classements | 12e      | 11e          | 10e       | 11e       | 8e        | 6e          | 5e         | 3e         | 5e        | 5e             | 5e       |
| Points      | 0        | 1            | 2         | 2         | 5         | 8           | 11         | 14         | 14        | 15             | 16       |

Matchs retour, Nacional Juniores A - Norte
| Journées    | 12       | 13           | 14        | 15        | 16        | 17          | 18         | 19         | 20        | 21             | 22       |
| ----------- | -------- | ------------ | --------- | --------- | --------- | ----------- | ---------- | ---------- | --------- | -------------- | -------- |
| Terrains    | E        | D            | E         | D         | E         | D           | D          | E          | D         | E              | D        |
| Adversaires | FC Porto | V. Guimarães | Varzim SC | FC Vizela | Beira-Mar | P. Ferreira | Rio Ave FC | Leixões SC | GD Chaves | UD Oliveirense | SC Braga |
| Résultats   | 4-1      | 1-1          | 2-0       | 3-0       | 2-1       | 2-1         | 0-0        | 1-0        | 2-0       | 0-1            | 2-2      |
| Classements | 6e       | 7e           | 8e        | 6e        | 8e        | 7e          | 7e         | 8e         | 6e        | 6e             | 5e       |
| Points      | 16       | 17           | 17        | 20        | 20        | 23          | 24         | 24         | 27        | 30             | 31       |

Terminant à la cinquième place de cette première phase, les U19 ne disputeront pas le championnat devant décider du champion du Portugal, mais se contentent du championnat dit de relégation.

##### Deuxième Phase
Matchs aller, 2ª Fase Manutenção Série Norte
Pour cette seconde phase l'Académica garde ses points réalisés lors de la première et ne doit en aucun terminer à l'une des 3 dernières places afin d'éviter la relégation en championnat de district.
| Journées    | 1         | 2              | 3           | 4          | 5         | 6         | 7         |
| ----------- | --------- | -------------- | ----------- | ---------- | --------- | --------- | --------- |
| Terrains    | D         | E              | D           | E          | D         | D         | E         |
| Adversaires | Varzim SC | UD Oliveirense | P. Ferreira | Rio Ave FC | GD Chaves | Beira-Mar | FC Vizela |
| Résultats   | 0-1       | 1-1            | 0-1         | 2-1        | 2-1       | 3-2       | 1-2       |
| Classements | 3e        | 3e             | 3e          | 4e         | 3e        | 3e        | 3e        |
| Points      | 31        | 32             | 32          | 32         | 35        | 38        | 41        |

Matchs aller, 2ª Fase Manutenção Série Norte
| Journées    | 8         | 9              | 10          | 11         | 12        | 13        | 14        |
| ----------- | --------- | -------------- | ----------- | ---------- | --------- | --------- | --------- |
| Terrains    | E         | D              | E           | D          | E         | E         | D         |
| Adversaires | Varzim SC | UD Oliveirense | P. Ferreira | Rio Ave FC | GD Chaves | Beira-Mar | FC Vizela |
| Résultats   | 3-0       | 4-1            | 1-1         | 2-1        |           |           |           |
| Classements | 3e        | 3e             | 3e          | 3e         |           |           |           |
| Points      | 41        | 44             | 45          | 48         |           |           | -         |

#### Buteurs
- 1er- Pedro Nuno: 13
- 2e - Saltão: 8
- 3e - João Paredes: 7
- 4e - Jorge Correia: 4
- 5e - David Brás: 3
- 6e - Valença: 2
- 7e - Jorge Silva: 1
- - - Joel Conceição: 1
- - - Brites: 1
- - - Diogo Melo: 1
- - - CsC: 2

### U17
Depuis la saison 2005-06, les jeunes U17, évoluent en championnat national, se classant régulièrement pour la phase d'attribution du titre national. 
C'est à nouveau sous la direction de Rui Silva que les Juvenis vont tenter de faire aussi bien que la saison passée, en effet, ils ont terminé la première phase, en tête de leur série, malheureusement, lors de la seconde, les jeunes s'effondrent face à des clubs tels que le FC Porto ou bien le SC Braga.

#### Effectifs
Staff technique
- Rui Silva - Entraîneur principal, Rui Germano - Adjoint, João Simões - Adjoint, Luís Lima - Adjoint, Tiago Coelho - Adjoint, Hélder Pinheiro - Entraîneur des gardiens.

Gardiens
- Afonso Vaz, João Gomes, Zé-Tó.

Défenseurs
- Bruno Simoes, João Francisco (Chico), Gonçalo Gaspar, Hugo Ribeiro, João David, Miguel Batista, Ricardo Portugal, Rui Lapa.

Milieux
- Gonçalo Soqueiro, Hugo Oliveira, João Assis, Miguel Barreto, Miguel Henrique, Rui Matos, Stevi.

Attaquants
- Gonçalo Carvalho, Henrique, JP, Nassur Bassem, Pedro Lagoa, Tiago Serralheiro, Xavier.

#### Récapitulatif, matchs et classements par journée

##### Première phase
Matchs aller, Nacional Juniores B - Série C.
| Journées    | 1     | 2          | 3          | 4         | 5               | 6         | 7         | 8             | 9            |
| ----------- | ----- | ---------- | ---------- | --------- | --------------- | --------- | --------- | ------------- | ------------ |
| Terrains    | D     | E          | D          | E         | D               | E         | D         | D             | E            |
| Adversaires | Naval | SC Covilhã | NDS Guarda | Ac. Viseu | «Os Repesenses» | Beira-Mar | Anadia FC | AC Marinhense | União Leiria |
| Résultats   | 2 - 0 | 0 - 3      | 3 - 0      | 0 - 4     | 2 - 0           | 3 - 1     | 2 - 2     | 2 - 1         | 2 - 1        |
| Places      | 2e    | 1er        | 1er        | 1er       | 1er             | 2e        | 2e        | 2e            | 2e           |
| Points      | 3     | 6          | 9          | 12        | 15              | 15        | 16        | 19            | 19           |

Matchs retour, Nacional Juniores B - Série C, Première phase.
| Journées    | 10    | 11         | 12         | 13        | 14              | 15        | 16        | 17            | 18           |
| ----------- | ----- | ---------- | ---------- | --------- | --------------- | --------- | --------- | ------------- | ------------ |
| Terrains    | E     | D          | E          | D         | E               | D         | E         | E             | D            |
| Adversaires | Naval | SC Covilhã | NDS Guarda | Ac. Viseu | «Os Repesenses» | Beira-Mar | Anadia FC | AC Marinhense | União Leiria |
| Résultats   | 0 - 1 | 0 - 1      | 0 - 3      | 2 - 1     | 1 - 1           | 0 - 1     | 0 - 5     | 1 - 3         | 0 - 2        |
| Places      | 2e    | 2e         | 2e         | 2e        | 2e              | 2e        | 2e        | 2e            | 2e           |
| Points      | 22    | 22         | 25         | 28        | 29              | 29        | 32        | 35            | 35           |

##### Deuxième phase
Grâce aux 35 points obtenus lors de la première phase les jeunes U17, sont qualifiés pour la seconde phase, devant décider les deux clubs qui devront jouer le titre.
Matchs aller, Nacional Juniores B - Série Nord.
| Journées    | 1        | 2           | 3        | 4       | 5            |
| ----------- | -------- | ----------- | -------- | ------- | ------------ |
| Terrains    | E        | D           | E        | D       | E            |
| Adversaires | SC Braga | Santa Clara | FC Porto | Rio Ave | V. Guimarães |
| Résultats   | 3 - 0    | 4 - 0       | 4 - 0    | 1 - 3   | 2 - 1        |
| Places      | 6e       | 5e          | 5e       | 5e      | 5e           |
| Points      | 0        | 3           | 3        | 3       | 3            |

Matchs retour, Nacional Juniores B - Série Nord, Deuxième phase.
| Journées    | 6        | 7           | 8        | 9       | 10           |
| ----------- | -------- | ----------- | -------- | ------- | ------------ |
| Terrains    | D        | E           | D        | E       | D            |
| Adversaires | SC Braga | Santa Clara | FC Porto | Rio Ave | V. Guimarães |
| Résultats   | 2 - 1    | 0 - 2       | 0 - 3    | 2 - 1   | 2 - 1        |
| Places      | 5e       | 4e          | 4e       | 5e      | 5e           |
| Points      | 6        | 9           | 9        | 9       | 12           |

#### Buteurs
Statistiques actualisées le 11 avril 2014
- 1er - Tiago Serralheiro: 12
- 2e - Nassur: 6
- 3e - Rui Matos: 5
- 4e -João Mendes: 4
- 5e- JP: 3
- 6e- João David: 2
- - - Sandro Lima: 2
- - - Xavi: 2
- 9e- Miguel Batista: 1
- - - Bruno Simões: 1
- - - Hugo Ribeiro: 1
- - - Rui Rua: 1
- - - Bruno Lapas: 1
- - - Hugo Oliveira: 1
- - - João Gonçalo: 1
- - - João Pedro: 1
- - - Rui Lapa: 1
- CsC: 1

Manque les buteurs des matchs SC Covilhã - Académica (0-3), Beira-Mar - Académica (3-1) et U. Leiria - Académica (2-1)

### U15

#### Effectifs
- Staff technique : Mário Serpa, Morgado, Hugo Morais et Rafael Grácio
- Gardiens de but : Miguel Mendes et Tomás Bozinovski
- Défenseurs : André Teixeira, David Carvalho, José Silva, João Faria, João Ferreira, João Vilela, Miguel Teixeira, Rui Rua et Pedro Guiné
- Milieux de terrain : Bruno Silva, Gonçalo Nunes, Henrique Lourenço, João Teixeira, Leonel Felícia, Manuel Pinto, Paulo Matos, Rodrigo Bastos, Ruben Santos et Tiago Figueiredo
- Attaquants : Nuno Cruz, Rafael Matias et Leandro Cardoso

#### Récapitulatif, matchs et classements par journée

##### Première phase
Matchs aller, Nacional Juniores C Série D
| Journées    | 1      | 2          | 3        | 4         | 5     | 6          | 7      | 8       | 9                 |
| ----------- | ------ | ---------- | -------- | --------- | ----- | ---------- | ------ | ------- | ----------------- |
| Terrains    | Exempt | D          | E        | D         | E     | D          | E      | D       | E                 |
| Adversaires | Exempt | Ac. Fundão | Mealhada | Beira-Mar | Naval | AD Estação | Anadia | Gafanha | D. Castelo Branco |
| Résultats   | Exempt | 5 - 0      | 0 - 5    | 5 - 0     | 0 - 0 | 4 - 0      | 1 - 1  | 4 - 2   | 0 - 3             |
| Classements | 9e     | 4e         | 2e       | 2e        | 2e    | 2e         | 2e     | 2e      | 2e                |
| Points      | 0      | 3          | 6        | 9         | 10    | 13         | 14     | 17      | 20                |

Matchs retour, Nacional Juniores C Série D
| Journées    | 10     | 11         | 12       | 13        | 14    | 15         | 16     | 17      | 18                |
| ----------- | ------ | ---------- | -------- | --------- | ----- | ---------- | ------ | ------- | ----------------- |
| Terrains    | Exempt | E          | D        | E         | D     | E          | D      | E       | D                 |
| Adversaires | Exempt | Ac. Fundão | Mealhada | Beira-Mar | Naval | AD Estação | Anadia | Gafanha | D. Castelo Branco |
| Résultats   | Exempt | 0 - 2      | 0 - 0    | 1 - 3     | 0 - 0 | 0 - 7      | 1 - 2  | 2 - 2   | 1 - 0             |
| Classements | 2e     | 2e         | 3e       | 2e        | 2e    | 2e         | 3e     | 3e      | 3e                |
| Points      | 20     | 23         | 24       | 27        | 28    | 31         | 31     | 32      | 35                |

##### Deuxième phase
Les U15, sont qualifiés pour la deuxième phase déterminant le champion de la zone centre.
Matchs aller, Nacional Juniores C Série Champion Centre
| Journées    | 1      | 2         | 3              | 4     | 5     |
| ----------- | ------ | --------- | -------------- | ----- | ----- |
| Terrains    | D      | E         | D              | E     | D     |
| Adversaires | Anadia | U. Leiria | UD Oliveirense | Naval | CADE  |
| Résultats   | 0 - 1  | 1 - 0     | 1 - 0          | 0 - 0 | 4 - 0 |
| Classements | 4e     | 5e        | 4e             | 4e    | 3e    |
| Points      | 0      | 0         | 3              | 4     | 7     |

Matchs retour, Nacional Juniores C Série Champion Centre
| Journées    | 6      | 7         | 8              | 9     | 10    |
| ----------- | ------ | --------- | -------------- | ----- | ----- |
| Terrains    | E      | D         | E              | D     | E     |
| Adversaires | Anadia | U. Leiria | UD Oliveirense | Naval | CADE  |
| Résultats   | 1 - 1  | 1 - 3     | 1 - 2          | 3 - 1 | 2 - 1 |
| Classements | 3e     | 3e        | 3e             | 3e    | 3e    |
| Points      | 8      | 8         | 11             | 14    | 14    |

#### Buteurs
- 17 buts : Leandro Cardoso.
- 6 buts : Bruno Silva.
- 5 buts : Rafael Matias.
- 4 buts : Rui Rua, Rúben Santos, Henrique Lourenço.
- 3 buts : Nuno Cruz, Gonçalo Nunes, Rui Rua
- 2 buts : Tiago Figueiredo, Bruno Silva, Csc.
- 1 but : Rodrigo, João Faria, JP, Leonel Felícia.